# Kane

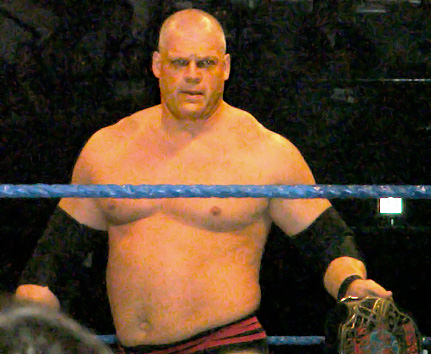
ECW bajnok, 2008

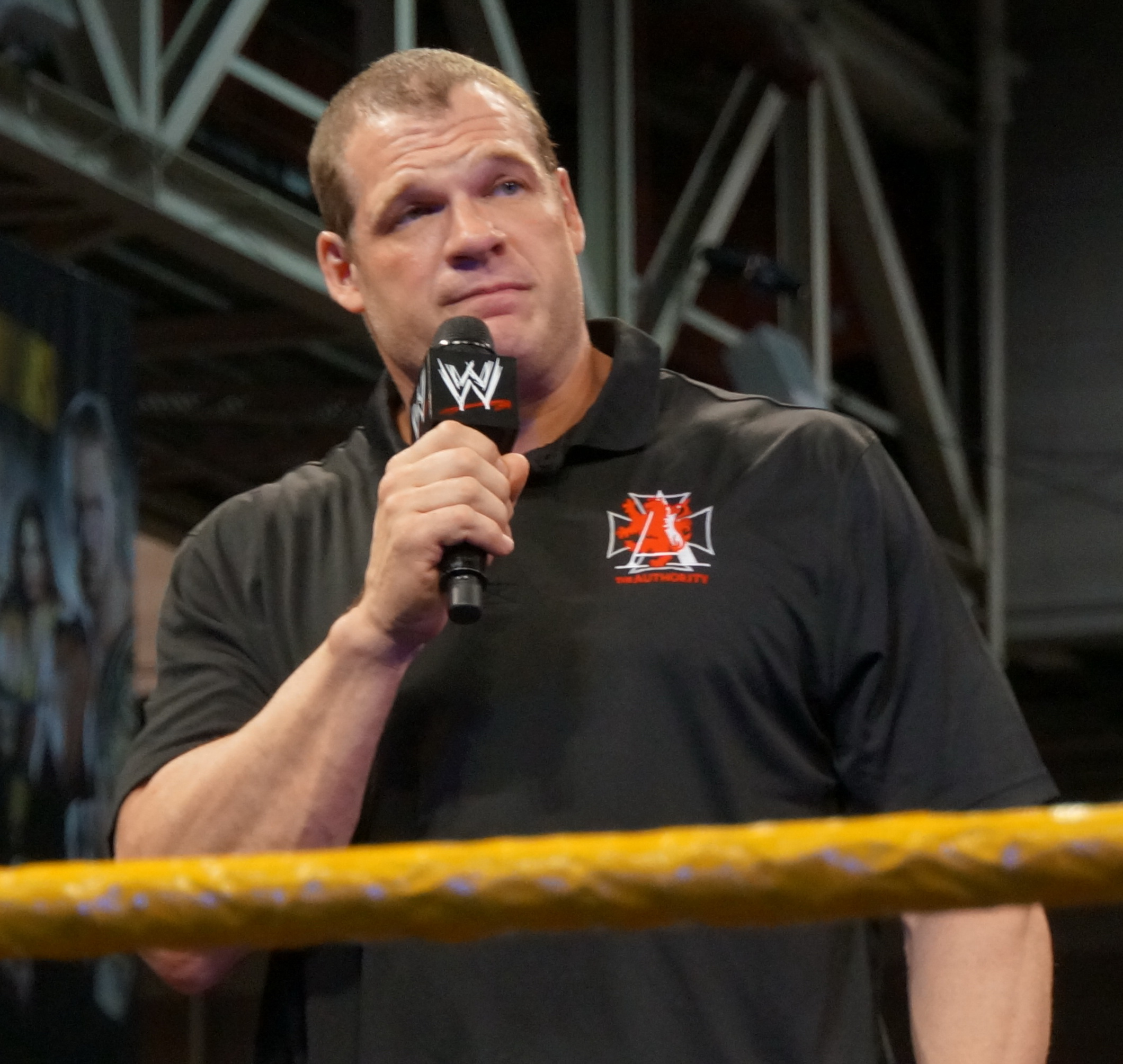
Kane, 2014-ben

Kane (polgári nevén Glenn Thomas Jacobs) ( Torrejón de Ardoz, 1967. április 26. –) amerikai profi pankrátor, profi birkózó, színész, üzletember és politikus.
Jacobs szakmai karrierjét 1992-ben kezdte a Smoky Mountain Wrestlingben (SMW) és az Egyesült Államok Birkózó Szövetségben (USWA), mielőtt csatlakozott a World Wrestling Federationhez (most WWE). Kane 18 darab bajnoki övet nyert karrierje során: Egyszer nyerte meg a WWF bajnoki övet, egyszer az ECW bajnoki övet, egyszer a WWE nehézsúlyú bajnoki övet, egyszer a WWF Hardcore övet, kétszer a WWE interkontinentális övet, valamint tizenkétszer különböző Tag Team öveket. Kane ezen felül 2010-ben megnyerte a Money in the Bank létrameccset is. Jelenleg a WWE-vel áll szerződésben.

## Profi pankrátor karrier
Jacobs kezdetekben Angus King néven debütált, majd később az United States Wrestling Associationnál (USWA) és a Smoky Mountain Wrestlingnél (SMW) az Unabomb és a The Christmas Creature nevet használta. Az SMW-ben csapatot alapított Al Snow-val (nevük The Dynamic Duo lett), majd meg is nyerték az SMW Tag Team bajnoki övet. A World Wrestling Federationnél (WWF) először 1995. február 20-án versenyzett, ahol legyőzte Reno Rigginst. Első televíziós bemutatkozása 1995. június 26-án volt Isaac Yankem néven, ahol Jerry Lawler fogorvosát alakította, és szembeszállt Bret Harttal. 1996 szeptemberében a Diesel nevet használta, majd 1997 áprilisában a WWF folyamatosan kezdte bevezetni Kane karakterét, aki nem más volt, mint a The Undertaker halottnak hitt testvére. A sztori szerint gyermekkorában megégette őt Undertaker, s ezért Kane kénytelen maszkot viselni. Kettejük között több éven át tartó harc zajlott. Kane eközben megnyert az 1998-as King Of The Ring PPV-n egy First Blood meccset, ahol legyőzte Stone Cold Steve Austint, s így ő lett a WWF bajnok. Másnap Austin visszaszerezte az övet a RAW-n; de Kane nem adta fel, és a Tag Team bajnoki övet tűzte ki célul. 
Először Mankinddal, később pedig X-Pac-kel, valamint "testvérével", az Undertakerrel állt össze (Brothers of Destruction néven), és megnyerték a Tag Team öveket. 2001. április 1-én, a WrestleMania XVII-n legyőzi Ravent és a Big Show-t, így megnyeri a WWF Hardcore bajnoki övet; majd 2001 májusában legyőzi Triple H-t is a Judgment Day rendezvényen, így az Interkontinentális övet is megszerzi. Különböző feudjaiban Chris Jericho-val, és Kurt Angle-el. Később csapatot alkot The Hurricane-nel, valamint RVD-vel is. 2002-2003 körül több hónapos viszályba kerül Triple H-val, melynek következtében a 2003. nyári RAW adásán le kell vetnie a maszkját. Ez meg is történik, s kiderül, hogy égési sérülésekről szó sincs. Először egy brutális feuddal Shane McMahonnel, majd ismét az Undertakerrel kerül összetűzésbe 2004-ben. 2005-ben Matt Hardy-val, majd 2006-ban "Imposter Kane-nel" a Big Show-val megnyeri a Tag Team bajnoki övet. 
2008-ban, a WrestleMania XXIV-en legyőzi Chavo Guerrerót, így ő lesz az ECW bajnok. 2009-ben sok emberrel feudol, majd 2010-ben megnyerte a Money in the Bank létrameccset, és a Money In The Bank PPV-n rögtön Rey Mysteriot legyőzve Nehézsúlyú bajnok lett. Ismét Undertakerrel feudolt, ahol az összes meccsét megnyerte ellene. 2012-ben John Cenával kezd viszályba, Daniel Bryannel megalapítják közös csapatukat, a Team Hell No-t, és megnyerik a Tag Team bajnoki öveket. 245 nap uralkodás után Seth Rollins és Roman Reigns csapata, a Pajzs veszi el tőlük az övet. A vereség miatt egymás ellen fordulnak, majd Kane öltönyt húz, és 2013-tól a Vezetőség (The Authority) színeiben tűnik fel mint operatív vezető. Intézkedései a Vezetőség ellenségei, legfőképp Daniel Bryan ellen irányulnak; emiatt többször be is avatkozik a mérkőzésekbe. 2015-ben visszatér a "démoni énje", hiszen újra maszkot húz, mert összeveszett a vezetőséggel, és szembeszáll Seth Rollinsszal. 2015 novemberében ismét összeáll Undertakerrel, és legyőzik Bray Wyatt és Luke Harper csapatát, a Wyatt családot. 2016-ban a Wrestlemanián utolsónak esik ki az André battle royalban, így nem sikerül a trófeát megnyernie.
2016. július 19-én a WWE Draft-on Kane átkerül a SmackDown csapatához. Ezt követően különböző Main Eventeken vesz részt, majd folytatja a harcot a Wyatt Család (Bray Wyatt, Luke Harper és újdonsült tagjuk, Randy Orton) ellen. 2017-ben kisebb pihenőre megy, majd év végén Roman Reignsre támad az egyik RAW-n. Szembe keríti a Universal Championship-et, de 2018-ban nem sikerül megnyerni a meccset Brock lesnar és Braun Strowman ellen. 2018 végén a DX-szel kerül összetűzésbe, ahol a Crown Jewel-en elveszíti a meccset Undertaker mellett a BOD csapatban. 2018 végén ismét pihenőre megy. 2019 augusztusában úgy tűnik ismét mérkőzni fog, mégpedig a WWE Braun Strowmant említi ellenfeleként. 
2019 szeptember 16-án a 24/7-es övért volt egy meccse R-Truth ellen. Aznap este megmenti Seth Rollinst az OC tagoktól és Robert Roode valamint Dolph Zigglertől.
2020 január 17-én visszatért a SmackDown adásában, ahol bejelenti, hogy nincs sok már hátra a Royal Rumble-ig, és hogy visszatér. Daniel Bryan segítségével Bray Wyatt-et (The Fiend) megverik.
Megjelent a 2020-as Survivor Series ppv-n. Majd pár hónap múlva a 2021-es Royal Rumble gálán, ahol kiejtette őt az új debütáló

## Eredményei
- WWF Championship (1x)
- ECW Championship (1x)
- World Heavyweight Championship (1x)
- WWF Hardcore Championship (1x)
- WWF/E Intercontinental Championship (2x)
- World Tag Team Championship (9x) – Csapattársai: Mankind (2), X-Pac (2), The Undertaker (2), The Hurricane (1), Rob Van Dam (1), és Big Show (1)
- WWE Tag Team Championship (2x) – Csapattársai: Big Show (1) és Daniel Bryan (1)
- WCW Tag Team Championship (1x) – Csapattársai: The Undertaker (1)

## Bevonuló zenéi
- Jim Johnston – "Root Canal" (1995. augusztus 18. – 1996. szeptember 12.)
- Jim Johnston – "Diesel Blues" (1996. szeptember 23. – 1997. május 11.)
- Jim Johnston – "Burned" (1997. október 5. – 2000. június 12.)
- Jim Johnston – "Out of the Fire" (2000. június 19. – 2002. március 28.)
- Finger Eleven – "Slow Chemical" (2002. április 1. – 2008. augusztus 11.)
- Jim Johnston – "Man on Fire" (2008. augusztus 18. – 2011. július 22.)
- Jim Johnston – "Veil of Fire" (2011. december 12. – napjainkig)

## Filmográfia

### Film
| Év   | Magyar cím                        | Eredeti cím                      | Szerep          | Magyar hang      |
| ---- | --------------------------------- | -------------------------------- | --------------- | ---------------- |
| 2006 | Menekülj!                         | See No Evil                      | Jacob Goodnight | nem szólal meg   |
| 2010 | MacGruber                         | MacGruber                        | Tanker Lutz     | Papucsek Vilmos  |
| 2014 | Scooby-Doo! Rejtély a bajnokságon | Scooby-Doo! WrestleMania Mystery | Önmaga          | Schneider Zoltán |
| 2014 | Menekülj! 2.                      | See No Evil 2                    | Jacob Goodnight | nem szólal meg   |
| 2016 | Visszaszámlálás                   | Countdown                        | Cronin hadnagy  | Papucsek Vilmos  |

### Televízió
| Év   | Magyar cím | Eredeti cím | Szerep | Megjegyzés |
| ---- | ---------- | ----------- | ------ | ---------- |
| 2007 | Smallville | Smallville  | Titan  | 1 epizód   |

## Magánélete
1995. augusztus 23-án feleségül vette Crystal Maurisa Goinst. Két gyermeke van, Devan és Arista (Crystal korábbi házasságából), valamint két unokája, Maddison és Cooper. Tagja a Free State Projectnek, ezért fel is szólalt 2009-ben a New Hampshire Liberty Fórumon. Részt vesz a politikai kérdésekben; a nézeteit különböző blogokon teszi közzé. Jacobs jól ismert nagylelkűségéről és az odaadásáról. Ő a legnagyobb adományozója a Kelet Tennessee Gyermek Kórháznak; valamint aktívan részt vesz különböző jótékonysági rendezvényeken, hogy adományokat gyűjtsön a beteg gyerekeknek. Kane különböző rendezvényeket is szervez a betegeknek. A birkózáson kívül biztosítással is foglalkozik, hiszen Knoxville-ben van egy saját ügynökségük a feleségével The Jacobs Agency néven.
2018 szeptemberében Tenesse államban Knox megyében megnyeri a helyi önkormányzati választást, és polgármester lesz a republikánus párt színeiben.

## Fordítás
- Ez a szócikk részben vagy egészben  a   Kane_(wrestler) című angol Wikipédia-szócikk fordításán alapul.  Az eredeti cikk szerkesztőit annak laptörténete sorolja fel. Ez a jelzés csupán a megfogalmazás eredetét és a szerzői jogokat jelzi, nem szolgál a cikkben szereplő információk forrásmegjelöléseként.